# Jaroslav Halák
Jaroslav Halák (né le 13 mai 1985 à Bratislava en Tchécoslovaquie aujourd'hui ville de Slovaquie) est un joueur professionnel slovaque de hockey sur glace qui évoluait au poste de gardien de but.

## Biographie

### Canadiens de Montréal
En 2003, il remporte la médaille d'argent au championnat du monde des moins de 18 ans et est élu meilleur gardien de but de ce tournoi. Cette même année, il est repêché au 9e tour à la 271e position par les Canadiens de Montréal.
Le 15 février 2007, en raison de la blessure de Cristobal Huet, Jaroslav Halák est rappelé des Bulldogs de Hamilton de la Ligue américaine de hockey. Le 18 février, il dispute son premier match dans la Ligue nationale de hockey, à seulement 21 ans, dans l'uniforme du Canadien de Montréal, face aux Blue Jackets de Columbus et remporte sa première victoire en effectuant 31 arrêts dans un gain du Canadien par la marque de 3 à 2 ; il est nommé deuxième étoile du match. Il connaît aussi son premier blanchissage avant d'avoir joué son 10e match dans la LNH.
En 2007-2008, Cristobal Huet étant blessé, Halák est à nouveau rappelé par les Canadiens. Il prend la relève de Carey Price en 3e période d'une défaite 5-1 contre les Hurricanes de la Caroline, n'accordant qu'un seul but.  Il est ensuite nommé gardien numéro deux du Canadien, derrière Carey Price, après l'échange de Huet aux Capitals de Washington.
En 2008-2009, Halák prend part à plusieurs matches en raison d'une blessure subie par Carey Price et devient de plus en plus aspirant au poste de gardien titulaire.
Il est l'unique gardien recrue de l'histoire du Canadien de Montréal à avoir remporté ses 8 premiers matches à domicile.
Pendant son séjour avec les Bulldogs de Hamilton, Halák réussit 13 blanchissages en 69 rencontres : un record de franchise.
Au cours de l'été 2009, à l'occasion d'un gala tenu annuellement en Slovaquie, Halák remporte le prix du meilleur gardien de but slovaque. Les trois années précédentes, c'était Peter Budaj qui avait mérité cet honneur.
Le 29 décembre 2009, l'équipe nationale de la Slovaquie annonce la participation de Halák aux Jeux Olympiques d'hiver de 2010, à Vancouver. Il y réalise son premier blanchissage en effectuant 21 arrêts, le 20 février 2010, dans un match entre la Slovaquie et la Lettonie. Il remporte également des victoires contre la Russie et la Suède ; l'équipe slovaque s'incline ensuite face à la Finlande dans le match pour la médaille de bronze.
Jaroslav Halák devient officiellement gardien numéro 1 de la franchise à la fin de la saison 2009-2010. Il remporte la Coupe Molson et est nommé par l'équipe pour le trophée Bill-Masterton. Il n'est toutefois pas retenu par la Ligue comme finaliste pour ce trophée.
Le 15 avril 2010, il remporte sa première victoire en séries éliminatoires de la LNH, bloquant 45 tirs sur 47 et est nommé deuxième étoile du match.
Le 26 avril 2010, au cours du sixième match de quart de finale de l'association de l'Est, remporté 4-1 face aux Capitals de Washington, Halák effectue 53 arrêts, un record des Canadiens pour un match de séries éliminatoires disputé en 60 minutes ; il est nommé première étoile du match.
Par la suite, Halak et les Canadiens éliminent les Penguins de Pittsburgh mais sont ensuite éliminés par les Flyers de Phidadelphie en finale d'association de l'Est.

### Blues de Saint-Louis
Le 17 juin 2010, malgré ses récents succès avec les Canadiens, il est échangé aux Blues de Saint-Louis en retour de Lars Eller et de Ian Schultz ; le 6 juillet 2010, il signe un contrat d'une durée de 4 saisons avec les Blues qui lui rapportera au total 15 000 000 $ américains.

### Sabres de Buffalo
Le 28 février 2014, il est échangé aux Sabres de Buffalo en compagnie de Chris Stewart, William Carrier et deux choix de repêchage contre Ryan Miller et Steve Ott.

### Capitals de Washington/Islanders de New York
Le 5 mars 2014, il est échangé aux Capitals de Washington. Le 1er mai 2014, il est à nouveau échangé, cette fois aux Islanders de New York avec lesquels il signe, le 22 mai 2014, un contrat de 4 ans estimé à 18 millions de dollars. Le 4 décembre 2014, lors de sa première saison avec les Islanders, Halák bat un record de franchise datant de 1982, en cumulant 11 victoires consécutives, soit une de plus que Billy Smith.
Le 30 décembre 2016, il est soumis au ballotage. Finalement, il n'est pas réclamé et joue pour les Sound Tigers de Bridgeport dans la Ligue américaine de hockey.

### Bruins de Boston
Le 1er juillet 2018, il signe un contrat de deux ans de 5,5 millions de dollars avec les Bruins de Boston.

### Canucks de Vancouver
Après avoir passé trois saisons à Boston, le 28 juillet 2021, il signe un contrat d'un an et 1,5 million de dollars avec les Canucks de Vancouver.

### Rangers de New York
Le 13 juillet 2022, Halák signe un contrat d'un an et 1,55 million de dollars avec les Rangers de New York.
Après sa saison à New York où il aura joué 25 matchs et conservé un pourcentage d'arrêt de 90,3 %, il n'obtient pas de contrat. Au début de novembre 2023, il décroche un essai professionnel avec les Hurricanes de la Caroline pour pallier la perte d'un gardien mais il ne convainc pas l'organisation.
Le 18 juillet 2025, Halák annonce qu'il prend sa retraite après 17 saisons en LNH.

## Statistiques

### En club
| Saison     | Équipe                     | Ligue         |     | Saison régulière | Saison régulière | Saison régulière | Saison régulière | Saison régulière | Saison régulière | Saison régulière | Saison régulière | Saison régulière | Saison régulière |    | Séries éliminatoires | Séries éliminatoires | Séries éliminatoires | Séries éliminatoires | Séries éliminatoires | Séries éliminatoires | Séries éliminatoires | Séries éliminatoires | Séries éliminatoires |
| Saison     | Équipe                     | Ligue         | PJ  | V                | D                | Pr/N             | Min              | BC               | Moy              | % Arr            | Bl               | Pun              | PJ               | V  | D                    | Min                  | BC                   | Moy                  | % Arr                | Bl                   | Pun                  |                      |                      |
| 2003-2004  | HC Slovan Bratislava       | Extraliga     | 12  | 0                | 0                | 0                | 651              | 18               | 1,66             | 94,2             | 0                | 0                | -                | -  | -                    | -                    | -                    | -                    | -                    | -                    | -                    |                      |                      |
| 2004-2005  | Maineiacs de Lewiston      | LHJMQ         | 47  | 24               | 17               | 4                | 1 317            | 125              | 2,78             | 91,3             | 4                | 6                | 8                | 4  | 4                    | 460                  | 27                   | 3,52                 | 90,8                 | 0                    | 0                    |                      |                      |
| 2005-2006  | Ice Dogs de Long Beach     | ECHL          | 20  | 11               | 4                | 2                | 481              | 35               | 2,05             | 93,2             | 2                | 2                | 4                | 2  | 2                    | -                    | 13                   | 3,1                  | 91                   | 0                    | 2                    |                      |                      |
| 2005-2006  | Bulldogs de Hamilton       | LAH           | 13  | 7                | 6                | 0                | 379              | 30               | 2,29             | 92,7             | 3                | 0                | -                | -  | -                    | -                    | -                    | -                    | -                    | -                    | -                    |                      |                      |
| 2006-2007  | Bulldogs de Hamilton       | LAH           | 28  | 16               | 11               | 0                | 1 618            | 54               | 2                | 93,2             | 6                | 2                | -                | -  | -                    | -                    | -                    | -                    | -                    | -                    | -                    |                      |                      |
| 2006-2007  | Canadiens de Montréal      | LNH           | 16  | 10               | 6                | 0                | 913              | 44               | 2,89             | 90,6             | 2                | 2                | -                | -  | -                    | -                    | -                    | -                    | -                    | -                    | -                    |                      |                      |
| 2007-2008  | Bulldogs de Hamilton       | LAH           | 28  | 15               | 10               | 0                | 0                | 57               | 2,1              | 92,9             | 2                | 0                | -                | -  | -                    | -                    | -                    | -                    | -                    | -                    | -                    |                      |                      |
| 2007-2008  | Canadiens de Montréal      | LNH           | 6   | 2                | 1                | 1                | 285              | 10               | 2,11             | 93,4             | 1                | 0                | 2                | 0  | 1                    | 78                   | 3                    | 2,34                 | 88,9                 | 0                    | 0                    |                      |                      |
| 2008-2009  | Canadiens de Montréal      | LNH           | 34  | 18               | 14               | 1                | 1 931            | 92               | 2,86             | 91,5             | 1                | 0                | 1                | 0  | 0                    | 20                   | 0                    | 0                    | 100                  | 0                    | 0                    |                      |                      |
| 2009-2010  | Canadiens de Montréal      | LNH           | 45  | 26               | 13               | 5                | 2 630            | 105              | 2,4              | 92,4             | 5                | 0                | 18               | 9  | 9                    | 1 014                | 43                   | 2,55                 | 92,3                 | 0                    | 0                    |                      |                      |
| 2010-2011  | Blues de Saint-Louis       | LNH           | 57  | 27               | 21               | 7                | 3 295            | 136              | 2,48             | 91               | 7                | 6                | -                | -  | -                    | -                    | -                    | -                    | -                    | -                    | -                    |                      |                      |
| 2011-2012  | Blues de Saint-Louis       | LNH           | 46  | 26               | 12               | 7                | 2 747            | 90               | 1,97             | 92,6             | 6                | 0                | 2                | 1  | 1                    | 46                   | 3                    | 1,73                 | 93,5                 | 0                    | 0                    |                      |                      |
| 2012-2013  | Lausitzer Füchse           | 2. Bundesliga | 1   | 1                | 0                | 0                | 65               | 1                | 0,92             |                  | 0                | 0                | -                | -  | -                    | -                    | -                    | -                    | -                    | -                    | -                    |                      |                      |
| 2012-2013  | Blues de Saint-Louis       | LNH           | 16  | 6                | 5                | 1                | 813              | 29               | 2,14             | 89,9             | 3                | 0                | -                | -  | -                    | -                    | -                    | -                    | -                    | -                    | -                    |                      |                      |
| 2013-2014  | Blues de Saint-Louis       | LNH           | 46  | 24               | 9                | 4                | 2 238            | 83               | 2,23             | 91,7             | 6                | 0                | -                | -  | -                    | -                    | -                    | -                    | -                    | -                    | -                    |                      |                      |
| 2013-2014  | Capitals de Washington     | LNH           | 12  | 5                | 4                | 3                | 701              | 27               | 2,31             | 93               | 1                | 0                | -                | -  | -                    | -                    | -                    | -                    | -                    | -                    | -                    |                      |                      |
| 2014-2015  | Islanders de New York      | LNH           | 59  | 38               | 17               | 4                | 3 550            | 144              | 2,43             | 91,4             | 6                | 2                | 7                | 3  | 4                    | 418                  | 16                   | 2,3                  | 92,6                 | 0                    | 2                    |                      |                      |
| 2015-2016  | Islanders de New York      | LNH           | 36  | 18               | 13               | 4                | 2 092            | 80               | 2,3              | 91,9             | 3                | 0                | -                | -  | -                    | -                    | -                    | -                    | -                    | -                    | -                    |                      |                      |
| 2016-2017  | Islanders de New York      | LNH           | 28  | 12               | 9                | 5                | 1 606            | 75               | 2,8              | 91,5             | 2                | 0                | -                | -  | -                    | -                    | -                    | -                    | -                    | -                    | -                    |                      |                      |
| 2016-2017  | Sound Tigers de Bridgeport | LAH           | 27  | 17               | 7                | 1                | 1 536            | 55               | 2,15             | 92,5             | 2                | 0                | -                | -  | -                    | -                    | -                    | -                    | -                    | -                    | -                    |                      |                      |
| 2017-2018  | Islanders de New York      | LNH           | 54  | 20               | 26               | 6                | 3 025            | 161              | 3,19             | 90,8             | 1                | 4                | -                | -  | -                    | -                    | -                    | -                    | -                    | -                    | -                    |                      |                      |
| 2018-2019  | Bruins de Boston           | LNH           | 40  | 22               | 11               | 4                | 2 309            | 90               | 2,34             | 92,2             | 5                | 0                | -                | -  | -                    | -                    | -                    | -                    | -                    | -                    | -                    |                      |                      |
| 2019-2020  | Bruins de Boston           | LNH           | 31  | 18               | 6                | 6                | 1 834            | 73               | 2,39             | 91,9             | 3                | 0                | 9                | 4  | 5                    | 544                  | 25                   | 2,76                 | 90,2                 | 0                    |                      |                      |                      |
| 2020-2021  | Bruins de Boston           | LNH           | 19  | 9                | 6                | 4                | 1 090            | 46               | 2,53             | 90,5             | 2                | 0                | -                | -  | -                    | -                    | -                    | -                    | -                    | -                    | -                    |                      |                      |
| 2021-2022  | Canucks de Vancouver       | LNH           | 17  | 4                | 7                | 2                | 797              | 39               | 2,94             | 90,3             | 0                | 2                | -                | -  | -                    | -                    | -                    | -                    | -                    | -                    | -                    |                      |                      |
| 2022-2023  | Rangers de New York        | LNH           | 25  | 10               | 9                | 5                | 1 454            | 66               | 2,72             | 90,3             | 1                | 0                | -                | -  | -                    | -                    | -                    | -                    | -                    | -                    | -                    |                      |                      |
| Totaux LNH | Totaux LNH                 | Totaux LNH    | 581 | 295              | 189              | 69               | 33 303           | 1 390            | 2,50             | 91,5             | 53               | 16               | 39               | 17 | 20                   | 2 177                | 90                   | 2,48                 | 91,9                 | 0                    | 2                    |                      |                      |

### En équipe nationale
| Année | Équipe             | Compétition                   |   | PJ | V | D | Pr/N | Min | BC   | Moy  | % Arr | Bl | Pun               |  | Résultat |
| 2002  | Slovaquie - 18 ans | Championnat du monde - 18 ans | 7 |    |   |   |      |     | 2,59 | 88,7 |       |    | Huitième          |  |          |
| 2003  | Slovaquie - 18 ans | Championnat du monde - 18 ans | 7 |    |   |   |      |     | 2    | 93,2 |       |    | Médaille d'argent |  |          |
| 2004  | Slovaquie - 20 ans | Championnat du monde junior   | 6 |    |   |   |      |     | 2,33 | 93   |       |    | Sixième           |  |          |
| 2005  | Slovaquie - 20 ans | Championnat du monde junior   | 6 |    |   |   |      |     | 2,17 | 91,6 |       |    | Septième          |  |          |
| 2007  | Slovaquie          | Championnat du monde          | 2 |    |   |   |      |     | 2,52 | 90,3 |       |    | Sixième           |  |          |
| 2009  | Slovaquie          | Championnat du monde          | 4 |    |   |   |      |     | 3,17 | 87,2 |       |    | Dixième           |  |          |
| 2010  | Slovaquie          | Jeux olympiques               | 7 |    |   |   |      |     | 2,41 | 91,1 |       |    | Quatrième         |  |          |
| 2011  | Slovaquie          | Championnat du monde          | 6 |    |   |   |      |     | 2,54 | 90,9 |       |    | Dixième           |  |          |
| 2014  | Slovaquie          | Jeux olympiques               | 2 |    |   |   |      |     | 5,11 | 85,7 |       |    | Onzième           |  |          |
| 2016  | Europe             | Coupe du monde                | 6 |    |   |   |      |     | 2,15 | 94,1 |       |    | Médaille d'argent |  |          |

## Trophées et distinctions
- Médaille d'argent (CMJ) en 2003
- Nommé gardien par excellence (CMJ) en 2004
- Équipe d'étoiles des recrues (LAH) en 2006-2007
- Coupe Calder (LAH) en 2006-2007
- Coupe Molson (joueur par excellence du Canadien) en 2009-2010
- Trophée William-M.-Jennings (LNH) en 2011-2012 et 2019-2020
- Sélectionné en remplacement, pour le Match des étoiles de la Ligue nationale de hockey en 2015